# Michael Ogio

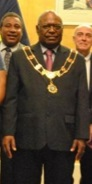
Ogio (2014)

Sir Michael Ogio GCMG CBE KStJ (* 7. Juli 1942; † 18. Februar 2017 in Port Moresby) war ein papua-neuguineischer Politiker. Vom 25. Februar 2011 bis zu seinem Tod war er Generalgouverneur von Papua-Neuguinea.
Michael Ogio war 2000 Forstminister in der Regierung Mekere Morauta und seit Mai 2001 Stellvertretender Ministerpräsident. In der Regierung von Michael Somare war er von 2007 bis 2011 Minister für Hochschulwesen, Forschung, Wissenschaft und Technologie. Er war Parteichef der People’s Democratic Movement Party und Vertreter Bougainvilles im Parlament von Papua-Neuguinea.
Ogio wurde amtierender Generalgouverneur, nachdem sein Amtsvorgänger Jeffrey Nape am 20. Dezember 2010 nach einer Woche im Amt zurückgetreten war. Am 14. Januar 2011 wurde er durch das Parlament von Papua-Neuguinea mit 65 Stimmen zum Generalgouverneur gewählt. Sein Gegenkandidat Pato Kakeraya erhielt 23 Stimmen.
Michael Ogio wurde am 25. Februar 2011 vereidigt. Am 1. Februar 2017 wurde Robert Dadae zu seinem Nachfolger gewählt. Am 18. Februar 2017 – eine Woche vor Ablauf seiner Amtszeit – verstarb er nach langer Krankheit.

## Orden und Ehrenzeichen
| Land                   | Kürzel | Orden                                                      | Jahr            | Abb. |
| ---------------------- | ------ | ---------------------------------------------------------- | --------------- | ---- |
| Vereinigtes Königreich | CBE    | Commander des Order of the British Empire                  | 11. Juni 1994   |      |
| Vereinigtes Königreich | CMG    | Companion des Order of St. Michael and St. George          | 16. Juni 2001   |      |
| Vereinigtes Königreich | GCMG   | Knight Grand Cross des Order of St. Michael and St. George | 26. April 2011  |      |
| Vereinigtes Königreich | KStJ   | Knight of Justice des Order of Saint John                  | 23. August 2011 |      |